# 雲林縣私立文生高級中學
23°37′58″N 120°13′35″E / 23.6326995°N 120.2263954°E
天主教文生高級中學，又稱雲林縣私立文生高級中學，是一所由天主教遣使會創辦於臺灣雲林縣四湖鄉的私立完全中學。該校由周志毅神父等人創辦於1965年；當時，創辦者希望藉著這所學校培育居住在當地偏遠地區的弱勢學生。

## 歷史
1965年春，在周志毅神父奔走下，四湖鄉公所協助提供校地，天主教遣使會籌募資金並興建校舍。同年7月1日，政府核准立案，並訂校名為雲林縣私立文生初級中學。
1969年，學校增設高級中學部，並變更校名為雲林縣私立文生中學。
1979年，學校變更校名為雲林縣私立文生高級中學。

## 姐妹學校
- 印尼泗水聖路易士第一中學

## 外部連結
- 官方网站
- 雲林縣私立文生高級中學的Facebook專頁
- 天主教文生高中| Uniform Map 制服地圖 （页面存档备份，存于）